# Università del Bedfordshire
L'Università del Bedfodshire (in inglese: Bedfordshire University) è un'università in Inghilterra, con sede a Bedford e Luton, le due più grandi città del Bedfordshire. Un campus ad Aylesbury è per studenti infermieristici e ostetrici. Un altro campus a Milton Keynes, è responsabile dei corsi di economia, ingegneria elettronica e telecomunicazioni.
Ha circa 24.000 studenti. Circa 3.000 studenti internazionali studiano all'università. L'università è stata creata dalla fusione dell'Università di Luton e del campus di Bedford dell'Università De Montfort nell'agosto 2006 in seguito all'approvazione del Consiglio privato. Nel 2012 ha ottenuto lo status di commercio equo e solidale.
L'università è entrata nel Research Assessment Exercise nel 2008 e ha ottenuto un punteggio di 2.087, con il 34,7% di leader mondiale o eccellenza internazionale. Le principali unità di valutazione erano in comunicazione, cultura e studi sui media, politica sociale, lavoro e amministrazione sociale, lingua e letteratura inglese.

## Campus
I due campus principali dell'università si trovano nel centro di Luton e Bedford, su Polhill Avenue. Entrambi sono stati recentemente modernizzati con nuove classi e strutture sociali e nuovi alloggi nel campus.
L'università ha un terzo campus a Putteridge Bury, un palazzo situato ai margini di Luton sulla strada A505 per Hitchin. Il campus è immerso in circa 30 ettari di giardini paesaggistici. Putteridge Bury può essere fatto risalire ai tempi di Edoardo il Confessore e ha collegamenti con il Domesday Book. L'attuale edificio è stato completato nel 1911 ed è stato progettato dagli architetti Sir Ernest George e Alfred Yeats nello stile di Checkers, dopo aver subito diversi restauri e ricostruzioni nel corso degli anni. Il campus ospita la scuola di specializzazione di business dell'università, nonché il centro congressi dell'università.
Un quarto campus più piccolo è l'University Campus Milton Keynes, che è diventato parte dell'università nel 2012.

## Organizzazione e struttura
L'università ha quattro facoltà: arti, tecnologie e scienze; istruzione e sport; salute e scienze sociali; e una Business School e secondo il Daily Telegraph, ha "uno dei più generosi" programmi di borse di studio nel Regno Unito. L'università ha rappresentanti regionali in varie parti dell'India, che hanno una formazione approfondita per fornire guida gratuita, consigli e, quando possibile, un colloquio faccia a faccia con gli studenti, con sede a Chandigarh, Chennai, Hyderabad e Vadodara.

## Profilo accademico
L'Università ospita il National Cyberstalking Research Center aperto nel 2012, che ha condotto il primo studio britannico sulla persecuzione informatica e altre forme di molestie online. Nel 2012, ha istituito una cattedra presso l'UNESCO in nuove forme di media del libro per analizzare le tendenze nell'uso dei media elettronici, media mobili e tecnologie Internet attraverso la ricerca e la pratica.